# Museu de Lanifícios
O Museu de Lanifícios da Universidade da Beira Interior, também conhecido por Museu de Lanifícios, é um museu universitário situado na Covilhã, no distrito de Castelo Branco, Portugal. Integra a Universidade da Beira Interior e foi criado a 30 de Abril de 1992. Recebe anualmente 15.585 visitantes visitantes (dados de 2023).
As coleções do museu são relativos à história da produção de lanifícios na cidade da Covilhã e na região da Serra da Estrela, desde o século XVII até ao século XX.
O museu foi criado oficialmente a 30 de Abril de 1992 e possui atualmente três espaços de visitação: Real Fábrica de Panos, a Real Fábrica Veiga e um núcleo ao ar livre.
Atualmente é um museu muito dinâmico na promoção do património têxtil e industrial, através da organização de inúmeras atividades culturais como visitas guiadas, percursos pedestres pela cidade da Covilhã, oficinas têxteis e itinerários culturais.

## História
Em 1974 a Câmara Municipal da Covilhã decide entregar as instalações (usadas como quartel) da Real Fábrica de Panos ao Instituto Politécnico da Covilhã, atual Universidade da Beira Interior. Em 197/1976, através de escavações cuidadosas de estruturas arqueológicas, foram encontrados os poços cilíndricos.
A a 30 de Abril de 1992 é criado oficialmente o Museu de Lanifícios. A primeira diretora do Museu foi a Professora Elisa Calado Pinheiro, desde 1987.

## Espaços
O Museu de Lanifícios apresenta vários núcleos de visitação:
- Real Fábrica de Panos - trata-se de um Imóvel de Interesse Público, onde é possível conhecer o ambiente de uma tinturaria setecentista[2]. Esta tinturaria foi mandada construir pelo Marquês de Pombal em 1764 e manteve-se como fábrica até 1885.
- Real Fábrica Veiga (Centro de Interpretação dos Lanifícios) - constituída por 3 edifícios contíguos, onde é possível visitar objetos, máquinas, instrumentos e peças da época de pós-industrialização
- Râmolas de Sol - núcleo ao ar livre localizado junto à Ribeira da Carpinteira (Sineiro), é possível observar um estendeouro de lãs e um conjunto de râmolas de sol[3]

## Prémios
- Prémio Melhor Museu Português do Ano 1999-2001, pela APOM - Associação Portuguesa de Museologia
- Menção Honrosa (2001) pelo projeto «Comemoração do Centenário da Empresa Transformadora de Lãs, Lda. (1920-2020)».